# Abbetal
Abbetalet, betecknat med V, eller stundom med ν (den grekiska bokstaven ny), är en dimensionslös storhet som  används för att ange dispersionen (brytningsindexets variation med våglängden) hos transparenta medier, främst olika typer av glas. Ett högt värde på abbetalet innebär låg dispersion (och därmed låg kromatisk aberration), medan ett lågt värde innebär hög dispersion.
Begreppet är uppkallat efter Ernst Abbe som införde det under 1870-talet.

## Definition och historia
Joseph von Fraunhofer använde {\displaystyle {\frac {n_{F}-n_{C}}{n_{D}-1}}},
där nD, nF och nC är brytningsindex (n) för spektrallinjerna D (589,3 nm), F (486,1 nm) och C (656,3 nm), vilka erhålls från väte och natrium, för att klassificera olika glastypers dispersiva förmåga. Abbe ville ha ett tal som var större än ett (Fraunhofers tal låg typiskt mellan 0,02 och 0,03) och inverterade därför Fraunhofers värde. Abbes definition lyder sålunda:
{\displaystyle V_{D}={\frac {n_{D}-1}{n_{F}-n_{C}}}}
D-linjen från natrium (som egentligen är två tätt intill varandra liggande linjer D1 och D2) byttes senare ut mot d-linjen (587,6 nm) från helium och den mest använda formeln är.
{\displaystyle V_{d}={\frac {n_{d}-1}{n_{F}-n_{C}}}}
Andra definitioner förekommer och numera används i många länder (som Tyskland, Frankrike och Japan)
{\displaystyle V_{e}={\frac {n_{\rm {e}}-1}{n_{\rm {F'}}-n_{\rm {C'}}}}}
som utnyttjar linjerna e (546,1 nm), F' (480,0 nm) och C' (643,8 nm), vilka erhålls från kvicksilver och kadmium.
{\displaystyle V_{d}} och {\displaystyle V_{e}} utgör, sedan 1984, tillsammans standarden ISO 7944.

## Kronglas och flintglas
Glas med ett högre abbetal än 50 kallas kronglas och glas med ett lägre abbetal än 50 kallas flintglas.